# Вудкрест (Каліфорнія)
Вудкрест (англ. Woodcrest) — переписна місцевість (CDP) в США, в окрузі Ріверсайд штату Каліфорнія. Населення — 15 378 осіб (2020).

## Географія
Вудкрест розташований за координатами 33°52′44″ пн. ш. 117°22′7″ зх. д. / 33.87889° пн. ш. 117.36861° зх. д. (33.878974, -117.368628).  За даними Бюро перепису населення США в 2010 році переписна місцевість мала площу 29,55 км², уся площа — суходіл.

## Демографія
Згідно з переписом 2010 року, у переписній місцевості мешкало 14 347 осіб у 4382 домогосподарствах у складі 3659 родин. Густота населення становила 485 осіб/км².  Було 4622 помешкання (156/км²).
Расовий склад населення:
| - 72,6 % — білих - 5,0 % — чорних або афроамериканців - 5,0 % — азіатів - 0,5 % — корінних американців - 0,3 % — вихідців з тихоокеанських островів - 12,0 % — осіб інших рас |

До двох чи більше рас належало 4,7 %. Частка іспаномовних становила 28,7 % від усіх жителів.
За віковим діапазоном населення розподілялося таким чином: 24,0 % — особи молодші 18 років, 63,7 % — особи у віці 18—64 років, 12,3 % — особи у віці 65 років та старші. Медіана віку мешканця становила 39,9 року. На 100 осіб жіночої статі у переписній місцевості припадало 99,6 чоловіків;  на 100 жінок у віці від 18 років та старших — 98,0 чоловіків також старших 18 років.
Середній дохід на одне домашнє господарство  становив 96 856 доларів США (медіана — 84 063), а середній дохід на одну сім'ю — 99 747 доларів (медіана — 86 446). Медіана доходів становила 52 468 доларів для чоловіків та 38 367 доларів для жінок. За межею бідності перебувало 8,9 % осіб, у тому числі 15,0 % дітей у віці до 18 років та 2,9 % осіб у віці 65 років та старших.
Цивільне працевлаштоване населення становило 7365 осіб. Основні галузі зайнятості: освіта, охорона здоров'я та соціальна допомога — 21,6 %, будівництво — 11,8 %, роздрібна торгівля — 10,4 %, науковці, спеціалісти, менеджери — 10,1 %.